# Маньяно-ин-Ривьера
Маньяно-ин-Ривьера (итал. Magnano in Riviera) —  коммуна в Италии, располагается в регионе Фриули-Венеция-Джулия, в провинции Удине.
Население составляет 2351 человек (2008 г.), плотность населения составляет 273 чел./км². Занимает площадь 9 км². Почтовый индекс — 33010. Телефонный код — 0432.
Покровителями коммуны почитаются Пресвятая Богородица (Дева Мария Розария), Пресвятая Троица и святой апостол Пётр, празднование во второе воскресенье октября.

## Демография
Динамика населения:

## Администрация коммуны
- Официальный сайт: https://web.archive.org/web/20080604192132/http://www.magnanoinriviera.ud.gov.it/